# Szilváshely

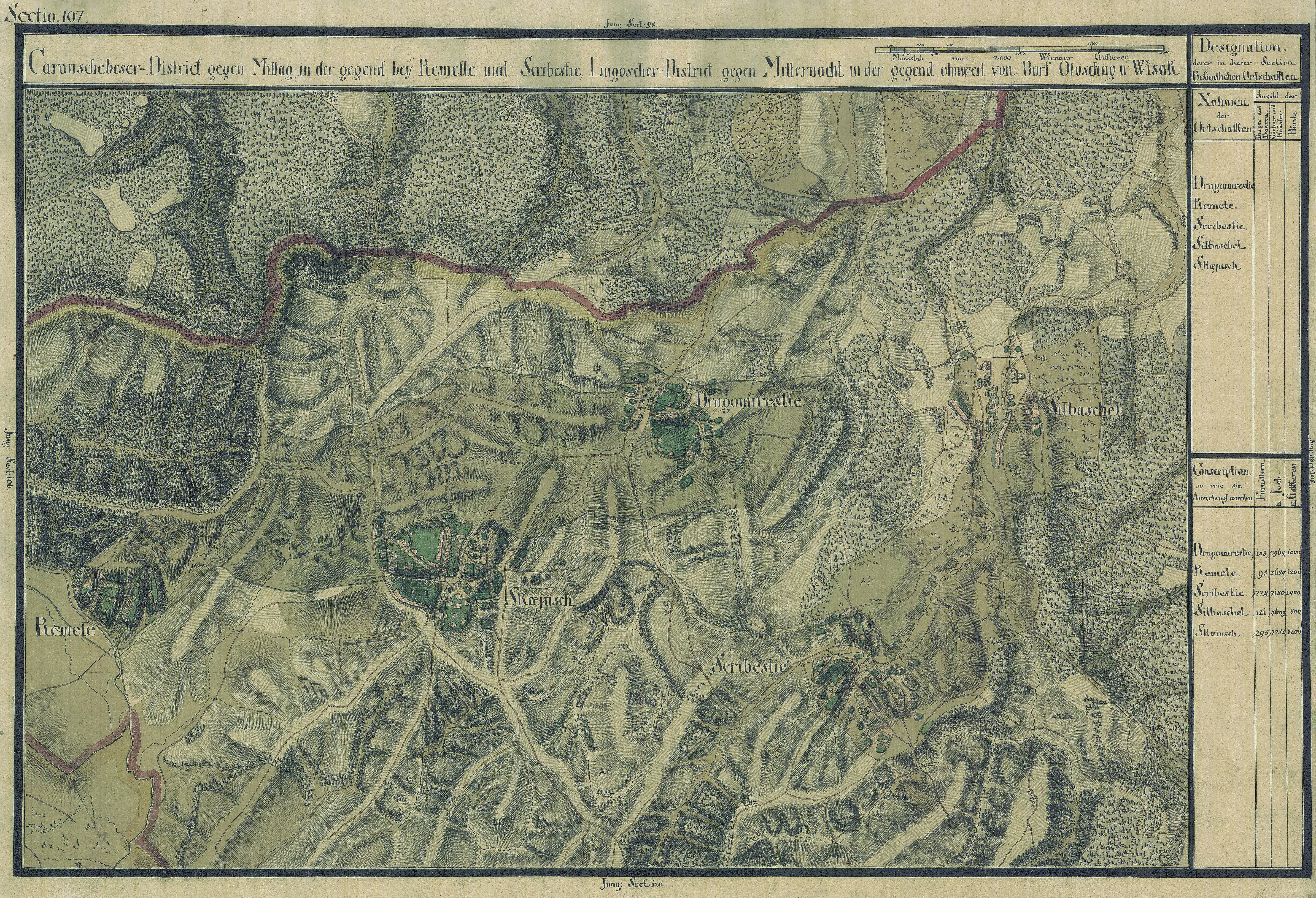
Szilváshely egy régi térképen

Szilváshely románul: Sălbăgel, falu Romániában, a Bánságban, Temes megyében.

## Nevének eredete
Szilváshely nevét 1411-ben említette először oklevél Zylwas néven. 1690-1700 között Szilbacsel, 1717-ben Sylbagie, 1723-ban Sylbasel, 1808-ban Szilváshely, Szilvasel, 1913-ban Szilváshely alakban említették.

## Fekvése
Temeskövesdtől délre, a Temes vize egyik baloldali völgyében fekvő település.

## Története
1851-ben Fényes Elek így írt a településről: „Szilváshely, oláh falu, Krassó vármegyében, Szakalhoz egy órányira, 6 katholikus, 855 óhitű lakossal, anyatemplommal, termékeny földdel. Bírja báró Bruckenthal.”
A trianoni békeszerződés előtt Krassó-Szörény vármegye Temesi járásához tartozott.
1910-ben 690 lakosából 41 szlovák, 639 román volt. Ebből 48 római katolikus, 637 görög keleti ortodox volt.

## Híres emberek
- Itt született 1928. március 30-án Aurel Anton sakknagymester, Temesvár díszpolgára.[1]